# Caecilia (Gattung)
Caecilia ist eine Amphibiengattung aus der Ordnung der Schleichenlurche (Gymnophiona).

## Beschreibung
Innerhalb der Familie Caeciliidae sind nur bei den Arten der Gattung Caecilia die Augen nicht durch Knochen überdeckt. Eine Schläfennaht ist nicht vorhanden.

## Vorkommen
Die Gattung kommt von Panama über Kolumbien, Venezuela, Guyana, Französisch-Guayana, Suriname, Brasilien, Ecuador, Peru bis nach Bolivien vor.

## Systematik
Die Gattung Caecilia wurde 1758 von Carl von Linné erstbeschrieben. Sie umfasst 42 Arten:
Stand: 26. November 2024
- Caecilia abitaguae Dunn, 1942
- Caecilia albiventris Daudin, 1803

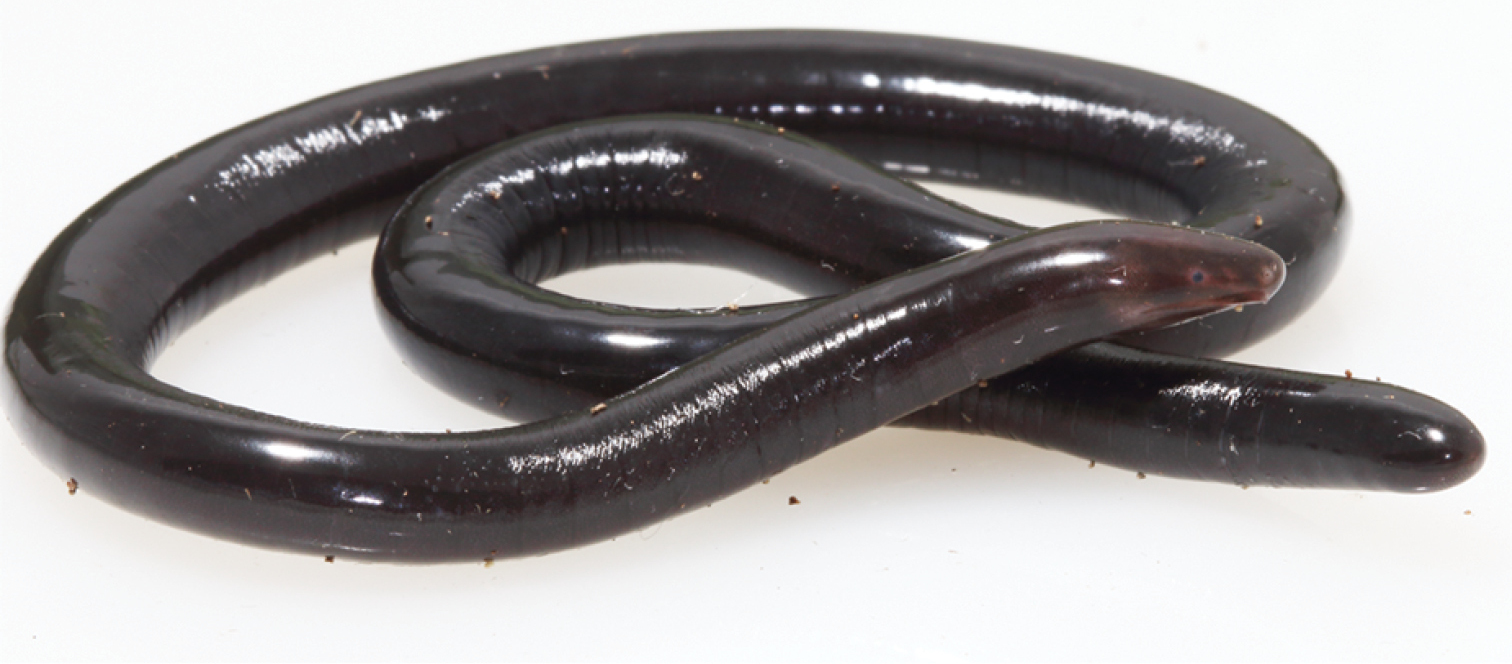
Caecilia pulchraserrana

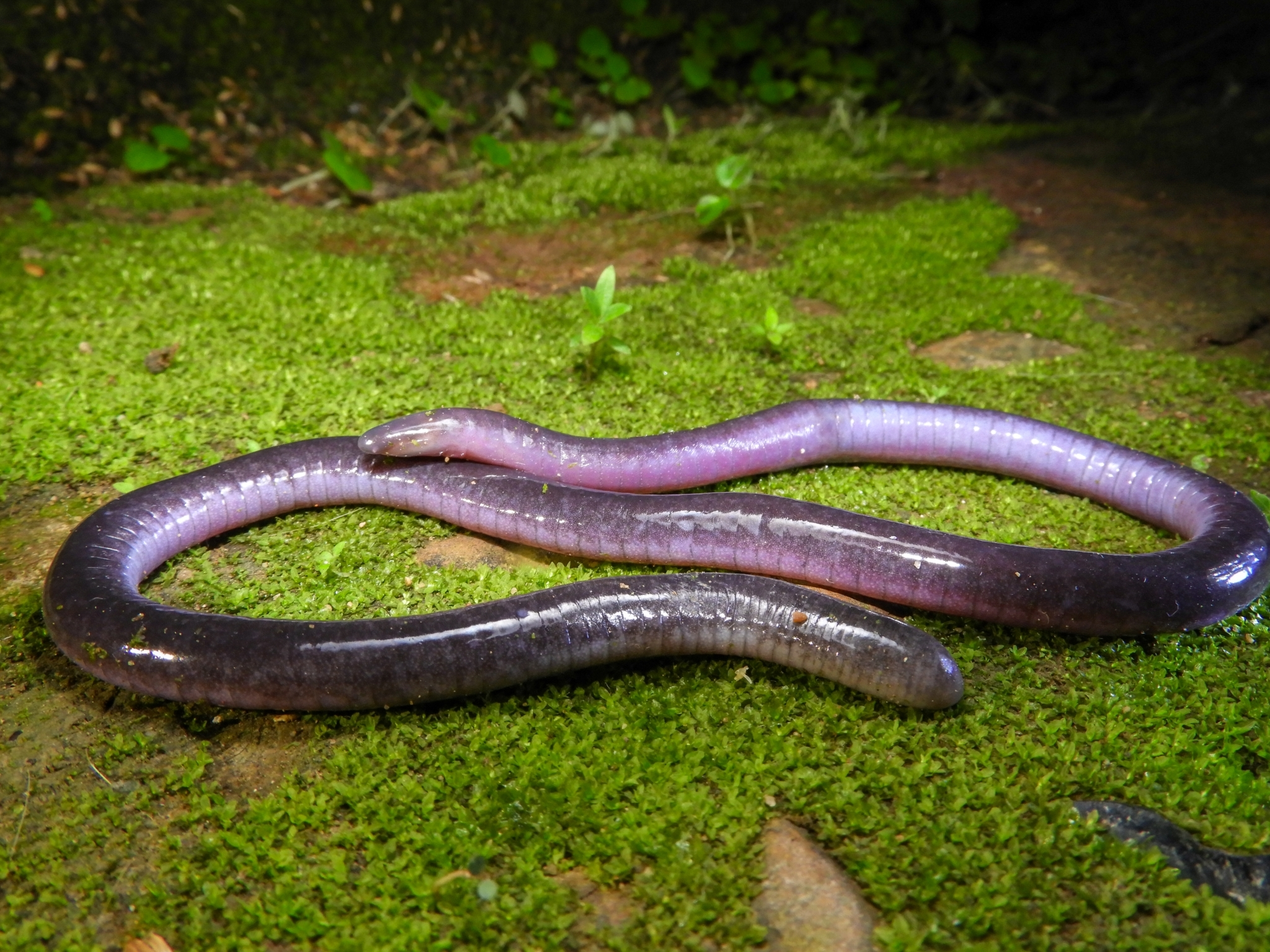
Caecilia subnigricans

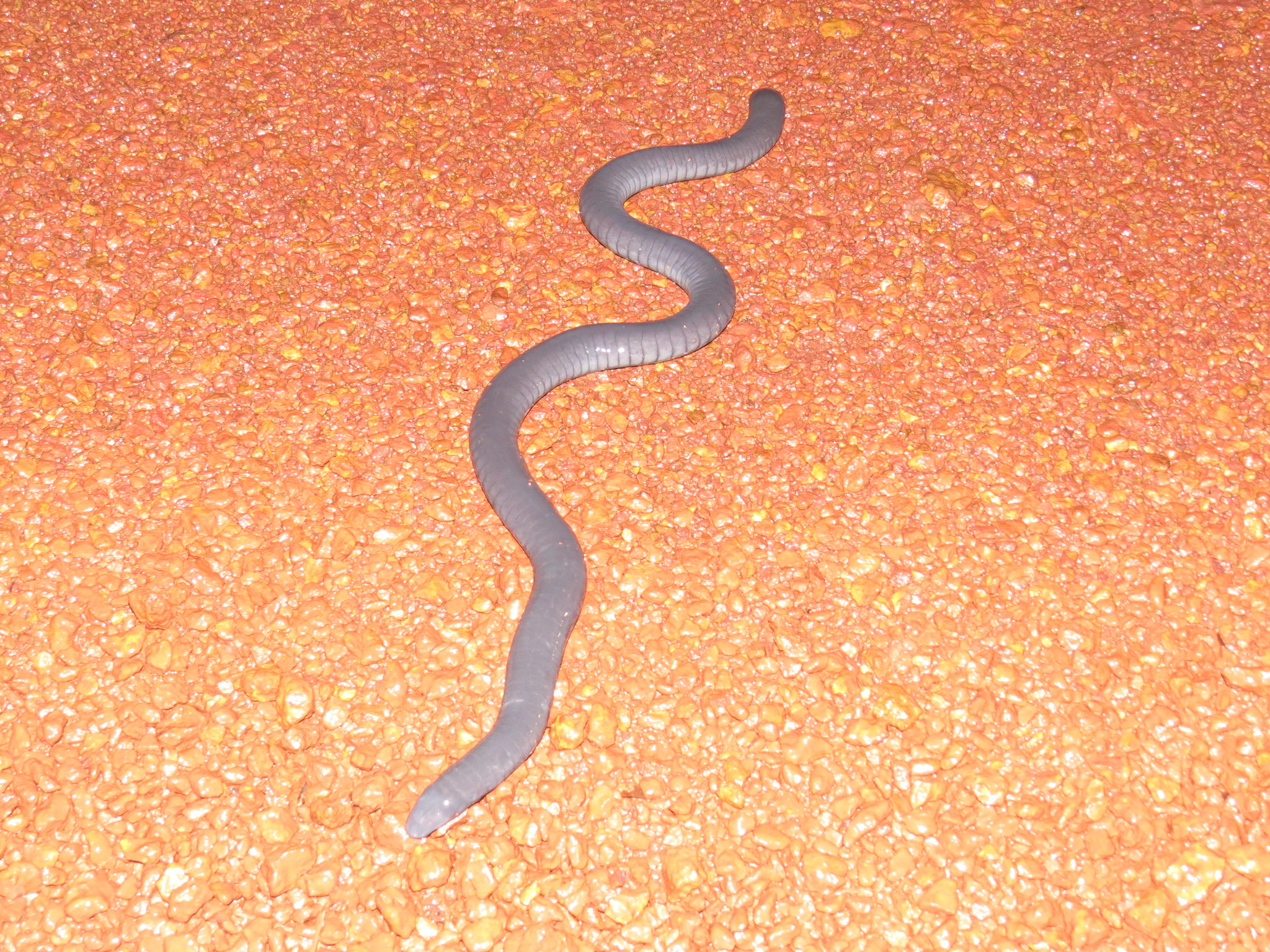
Caecilia tentaculata

- Caecilia antioquiaensis Taylor, 1968
- Caecilia aprix Fernández-Roldán & Rueda-Almonacid, 2022[3]
- Caecilia armata Dunn, 1942
- Caecilia atelolepis Fernández-Roldán, Lynch & Medina-Rangel, 2023[4]
- Caecilia attenuata Taylor, 1968
- Caecilia bokermanni Taylor, 1968
- Caecilia caribea Dunn, 1942
- Caecilia corpulenta Taylor, 1968
- Caecilia crassisquama Taylor, 1968
- Caecilia degenerata Dunn, 1942
- Caecilia disossea Taylor, 1968
- Caecilia dunni Hershkovitz, 1938
- Caecilia epicrionopsoides Fernández-Roldán, Lynch & Medina-Rangel, 2023[4]
- Caecilia flavopunctata Roze & Solano, 1963
- Caecilia goweri Fernández-Roldán & Lynch, 2021[5]
- Caecilia gracilis Shaw, 1802
- Caecilia guntheri Dunn, 1942
- Caecilia inca Taylor, 1973
- Caecilia isthmica Cope, 1877
- Caecilia leucocephala Taylor, 1968
- Caecilia macrodonta Fernández-Roldán, Lynch & Medina-Rangel, 2023[4]
- Caecilia marcusi Wake, 1985
- Caecilia museugoeldi Maciel & Hoogmoed, 2018[6]
- Caecilia nigricans Boulenger, 1902
- Caecilia occidentalis Taylor, 1968
- Caecilia orientalis Taylor, 1968
- Caecilia pachynema Günther, 1859
- Caecilia perdita Taylor, 1968
- Caecilia pulchraserrana Acosta-Galvis, Torres & Pulido-Santacruz, 2019[7]
- Caecilia subdermalis Taylor, 1968
- Caecilia subnigricans Dunn, 1942
- Caecilia subterminalis Taylor, 1968
- Caecilia tentaculata Linnaeus, 1758
- Caecilia tenuissima Taylor, 1973
- Caecilia tesoro Bock, Arroba-López, Velez-Giler, Moreira, Wiedebusch, Neira-Salamea, Wilkinson, Fuchs, Schönleitner, Rödel & Ron, 2024[8]
- Caecilia thompsoni Boulenger, 1902
- Caecilia truncata Bock, Arroba-López, Velez-Giler, Moreira, Wiedebusch, Neira-Salamea, Wilkinson, Fuchs, Schönleitner, Rödel & Ron, 2024[8]
- Caecilia volcani Taylor, 1969
- Caecilia wilkinsoni Fernández-Roldán & Lynch, 2023[9]
- Caecilia yaigoje Fernández-Roldán, Medina-Rangel & Lynch, 2023[10]

Caecilia mertensi Taylor, 1973 wurde zu Caecilia marcusi Wake, 1985 gestellt. Caecilia pressula Taylor, 1968 wurde mit Caecilia tentaculata Linnaeus, 1758 synonymisiert.